# 莉娜大廈
莉娜大廈（葡萄牙語：Edifício Rainha D. Leonor）位於澳門殷皇子大馬路與約翰四世大馬路交界處，是一座13層複式商住大廈，於1950年代末由慈善機構仁慈堂斥資興建，是澳門南灣填地上建起的第一座以及當時澳門最高的商住大廈。2018年，澳門當局發出規劃條件圖草案，莉娜大廈未獲建議保留，引起了澳門坊間對於保育特色現代建築問題的關注。

## 歷史沿革
莉娜大廈的名稱取自於葡萄牙國王若昂二世的妻子莉娜王后（葡萄牙語：Leonor de Avis, Rainha de Portugal），她在1491年8月15日於葡萄牙首都里斯本創立首家仁慈堂慈善機構。澳門仁慈堂為紀念莉娜王后，斥資興建莉娜大廈，選址在殷皇子大馬路與約翰四世大馬路交界處西側的一塊佔地512平方米的地段，興建工程由港澳有成建築公司承辦，項目設計由香港李氏建築師樓負責，設計師為後來擔任香港建築署署長的澳門土生葡人李銘根。莉娜大廈於1959年動工興建，並於1961年落成，大廈樓高44.05米，為當時全澳門最高的複式商住大廈，也是自1930年代南灣填海後，在該填地上的第一座商住大廈，也是澳門第一批高層住宅。
莉娜大廈地下設有6個商舖，樓上12層被分為24個單位，且設有升降機，出入門口開在殷皇子大馬路。莉娜大廈落成初期，澳門華人社會曾對此有很大意見，譏諷其外形為「神主牌」；後來因為現代建築在澳門盛行，市內陸續出現同類建築物，莉娜大廈才得以融入城市景觀而不再被認為兀突，至今年青人對於「神主牌」的戲謔並不太知䁱。
莉娜大廈的商鋪，初期被用作理髮店、銀行和建築公司的辦事處，賀田工業有限公司（澳門行政長官賀一誠的父親所創立的公司）的辦事處也曾在此設立；而大廈頂部後來更曾設置精工表的大型霓虹看板。1970年，大廈附近的葡京酒店和賭場開幕，又因當時新口岸區的房產未發展完全，是故造就了莉娜大廈曾一度成為當鋪林立之地——1970年代中至1990年代中，6個商舖裏最多出現過4間當鋪同時進駐。但後來因為新口岸的迅速發展，當鋪紛紛改為設在更就近的新口岸區，而莉娜大廈的商舖漸漸轉為銷售名牌衣履和電子產品為主。2000年代前後，大廈頂部的霓虹看板被拆除，而外牆則另設大型廣告橫額和視訊幕牆，其視訊幕牆在2010年維修期間曾發生棚架倒塌意外，壓毀一輛新福利巴士和三輛汽車。2004年，賀一誠妻子之家族所屬的公司取得韓國化妝品牌MISSHA的港澳代理權，賀田工業位於莉娜大廈的鋪位曾於2009年起被改作MISSHA分店，惟於2015年因代理公司倒閉而結業。

## 設計特點
莉娜大廈被認為是二戰後西方建築潮流對澳門影響的象徵。大廈設計簡潔並受到當時現代主義建築潮流影響，參照現代主義建築師科比意設計的馬賽公寓所採用的正立面方格形的設計和空心磚、以及每個單位分為上下兩層的複式設計——12層被分為6個大層，每層各有4伙，而每一大層再各分為2個小層的複式單位，1至11樓的單數層為單位的入口層，單位的下層部份設有廚房和客廳等較為公共的空間，面向約翰四世大馬路的一邊另設有陽台；上層部份則屬較私人的空間，設有多個房間；各單位均各自有獨立樓梯連接上下兩層。
澳門城市規劃委員會委員林翊捷認為，1950年代的澳門因為莉娜大廈的出現，表現出澳門當時在國際建築發展潮流方面並不落後，以當時來說已是貼近最先進的水平，也是澳門南岸天際線上的一個重要標記。

## 拆留問題
2018年5月3日，土地工務運輸局公示涉及12個地段的規劃條件圖草案，當中包括莉娜大廈所在之地段，草案並未建議保留莉娜大廈，文化局也沒有提出任何意見；而草案建議該地段最高可新建海拔75米高的樓宇。假若澳門市民和城規會委員對草案無異議的話，業權人便可以拆卸莉娜大廈並進行重建。林翊捷認為，莉娜大廈除了外觀，也有巧妙的內部結構，若採用折衷的手法諸如保存立面或衹保留某些部份並沒有意義，實際是純粹的保育問題，要取決於澳門政府、業主以及民間對於保留的意見是否足夠。
2018年7月28日，城市規劃委員會委員利安豪、林翊捷、胡玉沛在會議上指出莉娜大廈是澳門上世紀50年代風格前衛的現代主義建築，希望文化局和文化遺產委員會關注大樓的價值，而文化局則指經局方的初步研究後不認為該大廈有條件作為文物予以保留，但同時指出當局或未有作出充足研究。
澳門建築師若奥·帕拉（João Palla）認為別樹一格的莉娜大廈是澳門當時希望與國際接軌的證明，應該保留在澳門建築史上具有如此重要意義的建築，另外，他不支持只保留建築立面的做法，指出單純地保留立面是1970和80年代流行的舊方式，現在一般的做法是盡量保留建築物的內部和立面。